# Хавър
 Тази статия е за града във Франция.  За града в САЩ вижте Хавър (Монтана).  
Ха̀вър (на френски: Le Havre, произнася се Льо Авър) е град в северна Франция, регион Нормандия.

## География
Разположен е при вливането на река Сена в Ла Манш и е второто по големина пристанище в страната след Марсилия и пето в Европейския съюз със 70,8 милиона тона преминали товари през 2005 г. Населението на града е около 180 000 души (2007), а на градската агломерация около 297 000 души (1999). Има аерогара на 6,4 км от града. Развити са корабостроителната, машиностроителната, автомобилната, химическата, циментената, и нефтната промишленост. Има океанографски институт.

## История
До 1516 г. е рибарско селище.

## Личности, родени в Хавър
- Реймон Кьоно (1903-1976), френски писател
- Алексис Бертен (р.1980), френски футболист

## Личности, починали в Хавър
- Мария-Кристина Бурбонска (1806-1878), кралица и регент на Испания